# Молоково (Орехово-Зуевский район)
Мо́локово — деревня в Орехово-Зуевском муниципальном районе Московской области. Входит в состав сельского поселения Соболевское. Население — 59 чел. (2010).

## География
Деревня Молоково расположена в юго-западной части Орехово-Зуевского района, примерно в 35 км к юго-западу от города Орехово-Зуево. По западной окраине деревни протекает река Сеченка. Высота над уровнем моря 116 м. В деревне 2 улицы — Лесная и Новая. Ближайший населённый пункт — деревня Асташково.

## Название
Название связано с некалендарным личным именем Молоко.

## История
В 1926 году деревня являлась центром Молоковского сельсовета Карповской волости Богородского уезда Московской губернии.
С 1929 года — населённый пункт в составе Куровского района Орехово-Зуевского округа Московской области, с 1930-го, в связи с упразднением округа, — в составе Куровского района Московской области. В 1959 году, после того как был упразднён Куровской район, деревня была передана в Орехово-Зуевский район.
До муниципальной реформы 2006 года Молоково входило в состав Соболевского сельского округа Орехово-Зуевского района.

## Население
В 1926 году в деревне проживало 406 человек (173 мужчины, 233 женщины), насчитывалось 83 хозяйства, из которых 82 было крестьянских. По переписи 2002 года — 62 человека (26 мужчин, 36 женщин).
| 1926 | 2002 | 2006 | 2010 |
| ---- | ---- | ---- | ---- |
| 406  | ↘62  | ↗65  | ↘59  |